# 鹰潭站
鹰潭站是沪昆线和鹰厦线上的一个铁路车站，位于中国江西省鹰潭市月湖区东二村，建于1935年，目前为中国铁路南昌局集团直属的特等站，邮政编码为335002。目前客运：办理旅客乘降；行李、包裹托运；货运：仅办理专用线、专用铁道整车货物发到。编组站办理列车编组业务。

## 历史

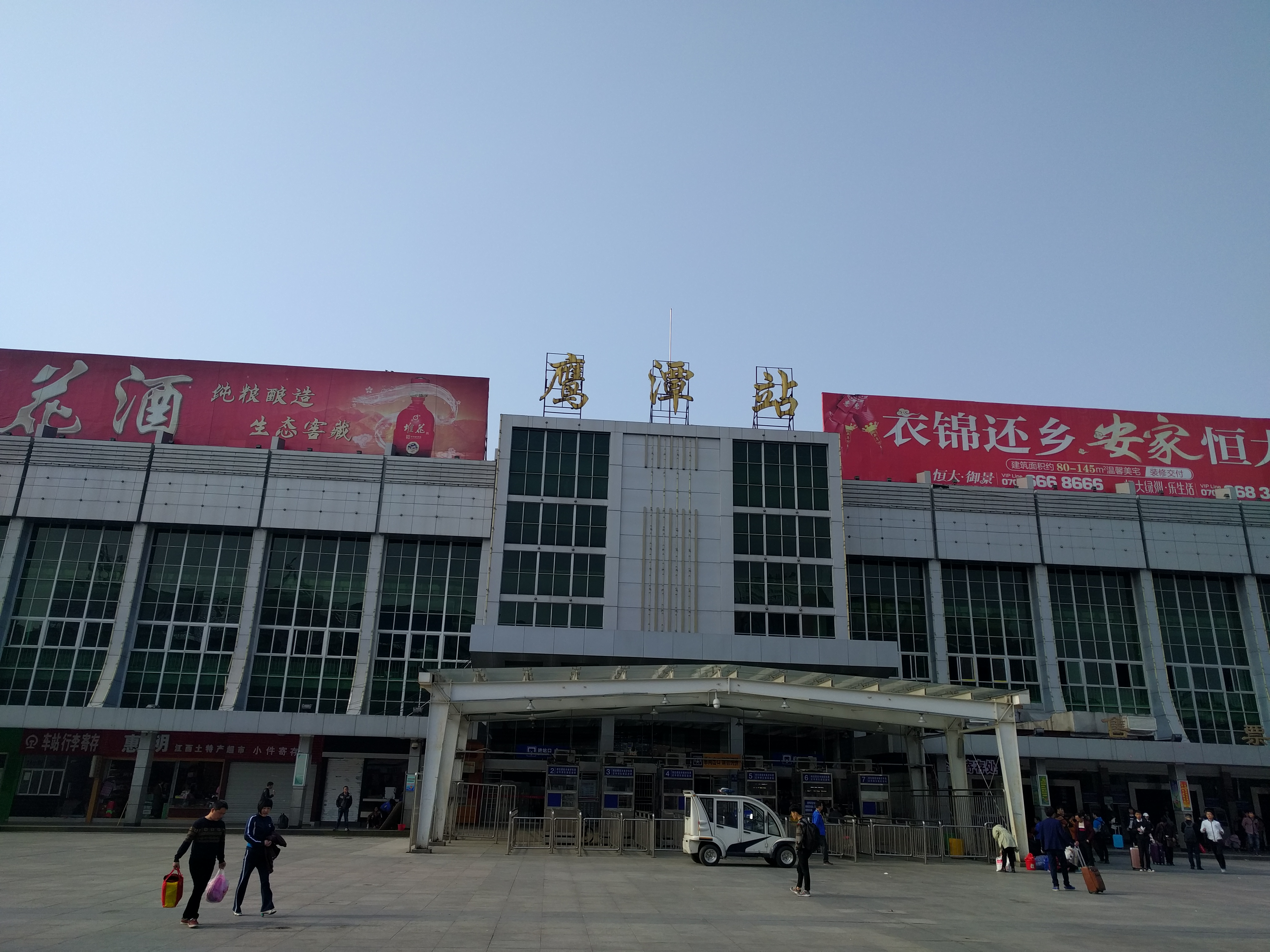
鷹潭站的站房（2017年）

鹰潭站建成于1935年12月，1936年1月通车，站址位于交通街南端口，为三等站。当时站内设有5条股道，另有货物线、机走线及货物装卸线（下河线）各一条并设有一座机车库。鹰潭站在日本侵华战争中受到严重破坏，战后得到修复。1948年鹰潭站成为浙赣铁路乙等站，并在下河线修建仓库一栋:158。
1948年中南铁路分局在勘测赣闽铁路（现鹰厦铁路）时，因鹰潭站岔出的东线方案线路短、沿线利用资源多而被选中:59。1955年铁路开工后，站内新增了两条股道。1956年编组场建成投用，当时设股道17条，客站与编组站分离。鹰厦铁路于1957年4月正式通车营运。1958年鹰潭站被升格为一等站，并开行前往厦门的始发列车:158。
鹰厦铁路开通后鹰潭站的客货运量增长迅猛，1972年鹰潭编组场扩建至二级二场，共32条股道。1975年铁道部第四设计院提出“客货纵列、三级三场单向编组场”的鹰潭枢纽规划方案，以应付日后皖赣铁路开通后对车站接发、作业能力造成的压力，并计划将扩建方案分为两期实行。第一期工程包括将编组场扩建至二级三场规模，并新建鹰潭南站和货场。编组场扩建于1982年11月启用，鹰潭南站则于1985年9月建成投用；二期工程包括将编组场扩建至三级三场、改建客场及童家站，并将客线移至编组场外，于1990年12月22日建成投用。是年客场站房2218平方米，站台2座。新站房则于1991年10月16日投入使用:158-160, 162，位于原址西侧400米。
1991年5月鹰厦线本站至邵武区间实现电气化:63。1995年鹰潭站被铁道部批准为特等站。
鹰潭站于2002年进行内部装修工程。2003年年底，当地政府又对站前广场进行了改造。
2006年9月1日，沪昆线鹰潭上行至湖沿段电气化工程开通。下行至灯芯桥区间则于9月10日开始送电。9月12日鹰潭站开行电气化后首班由电力机车牵引的列车，为本站始发至株洲的货运13033次列车。2007年4月18日起，鹰潭站停靠部分经由既有沪昆铁路运行的既有线动车组列车，但只停靠1站台。为应付车站停靠更多动车组列车的需要，鹰潭站新建一座4站台，作为电气化改造的后续工程。4站台于7月1日投入使用:256。
2008年春运期间，受到雪灾影响，沪昆铁路出现大面积晚点，高峰期大约有3000名旅客滞留在鹰潭站候车厅，个别旅客因长时间候车而出现昏迷等现象。当地市政府调派文艺队、食品队、医疗队和青年志愿者前往车站队旅客进行帮助及慰问。
2014年12月10日杭长客运专线开通，鹰潭北站启用，原先停靠鹰潭站的既有线动车全部停运。高铁的开通分流了鹰潭站的客源，鹰潭站于2015年春运期间发送的旅客较往年减少了20%。
2017年7月1日起至8月31日，喀什至宝鸡的K1661/1662次列車运行区段曾延伸至鹰潭始发终到，以方便在江西“内高班”读书的新疆学生，成为当时中国运行里程最远、运行时间最长的一趟列车。K1661/1662次列车于同年12月28日停運。2017年12月28日，本站始发至上海的K782/783、K784/781次列车列车延伸至萍乡站始发终到，鹰潭站不再开行省外始发列车。
2020年4月7日起，铁路部门和鹰潭地方政府对鹰潭站站房和站前广场进行改造，于当年12月大致完成。

## 客场
鹰潭站客场，鹰潭人习惯称西客站，又被称为西客场，是华东较大的主要客流中转站之一。

### 站房
鹰潭站客场站房建于1991年，2020年曾进行外立面改造，面积5999平方米。售票处位于站房西侧，面积388平方米，设有12个售票窗口和若干自助取票机:162。站房设有候车室4个，面积2385平方米，目前启用两个：一号候车室位于站房1层东侧，设有七个检票口，主要为下行方向列车检票；二号候车室位于站房二层西侧，设有6个检票口，主要为上行方向列车检票。行包房910平方米。

### 站场
鹰潭客场站设有11股道、4个500米长旅客站台、4座雨棚，并配备调车机车1台。所有站台长500米、宽十米，一、二、三站台被长450米、高5.09米的雨棚覆盖，四站台被钢结构雨棚覆盖；其中1站台为高站台，2站台为高0.5米的低站台，3站台为高0.5米的低站台，4站台为高站台:162。
站台和站房通过2座宽4米的地道（旅客进站、出站地道各1个）连接，站台西头设有长72米的邮政通道:162。
| 侧式站台 |                                   |
| 1站台    | 沪昆铁路 往上海方向（童家站）     |
| 侧线     | 沪昆铁路列车                      |
| 通过线   | 沪昆铁路上行列车通过线            |
| 2站台    | 沪昆铁路、皖赣铁路、鹰厦铁路 列车 |
| 岛式站台 |                                   |
| 3站台    | 沪昆铁路、皖赣铁路、鹰厦铁路 列车 |
| 通过线   | 沪昆铁路下行列车通过线            |
| 侧线     | 沪昆铁路列车                      |
| 4站台    | 沪昆铁路、皖赣铁路、鹰厦铁路 列车 |
| 岛式站台 |                                   |
| 5站台    | 沪昆铁路、皖赣铁路、鹰厦铁路 列车 |
| 6站台    | 沪昆铁路 往昆明方向（余江站）     |
| 岛式站台 |                                   |
| 7站台    | 沪昆铁路 往昆明方向（余江站）     |

## 编组站

鹰潭编组场III场

鹰潭编组站位于城区东郊，鹰潭人习惯称鹰潭东站，是连接沪昆线和鹰厦线的路网性编组站，也是华东四大编组站之一。鹰潭编组场是单向三级三场编组站，共有52条股道，由到达场（Ⅰ场）11股道，编组场（Ⅱ场）30股，出发场（Ⅲ场）15股道组成，担负着芜湖东、乔司、武汉北、株洲北、向塘西、樟林和来舟七个方向方向各种货物列车的解编任务:159。
鹰潭编组场原址始建于1956年。1957年11月建成股道17条并开通使用，设计解编能力1800辆/日，承担浙赣、鹰厦线3个方向解编任务。为适应运输发展的需要，1967年南昌铁路局决定将鹰潭编组场东移扩建。1972年，编组场规模二级二场，建成股道32条。1982年10月，作为车站扩建工程一期的一部分，在既有编发场南侧建成的南场建成，设有11股道:159-160。1986年，南场建成7-10道延长贯通，在西端新建1条牵出线，配属调车机1台，构成二级三场，解编能力提高到4263辆/日。
鹰潭站扩建工程二期规划将二级三场编组场扩建为单向环到反发的三级三场。1988年10月30日，作为过渡工程的临时三级三场开通使用。新建到达场，原到达场改为编组场，南场改为出发场，部分既有编发场改为存车场，机械化驼峰改建为半自动化驼峰。同时在编组场南北新建浙赣环包线，使得通过列车不影响编组场内作业。1990年12月完成正式三级三场，编解设计能力在8000辆/日以上:159-160。
1991年2-6-2工程（即到达场增建2道，编组场增建6道，出发场增建2道）建成。1997年Ⅱ场增设6条股道，Ⅰ、Ⅲ场各增设2条股道:158。1998年1月进行驼峰自动化的改造，（TM15）也正式使用，7月峰尾微机联锁上马，年底竣工。

## 旅客列车目的地
目前在鹰潭站停靠普速列车终到站分布如下：
| 列车所属路局       | 目的地 |
| ------------------ | --- |
| 中国铁路南昌局集团 | 始发：上饶、萍乡、景德镇 南昌、九江、井冈山、赣州、玉山、景德镇、温州、上海松江、苏州、广州白云（仅终到） |
| 中国铁路上海局集团 | 南京、宁波、广州白云、成都东（金温公司担当）、温州（金温公司担当）、贵阳（金温公司担当）、重庆北          |
| 中国铁路成都局集团 | 成都西、重庆北、贵阳、上海松江、宁波                                                                      |
| 广铁集团           | 广州白云、深圳、深圳東、长沙、怀化、永州、上海松江、海口、温州（和金温公司交替担当）                      |
| 中国铁路武汉局集团 | 武昌、荊門、十堰、上海松江、温州                                                                          |
| 中国铁路昆明局集团 | 昆明、上海松江、宁波                                                                                      |
| 中国铁路南宁局集团 | 南宁、上海南、上海松江、宁波                                                                              |
| 中国铁路郑州局集团 | 洛阳、福州                                                                                                |

## 事件

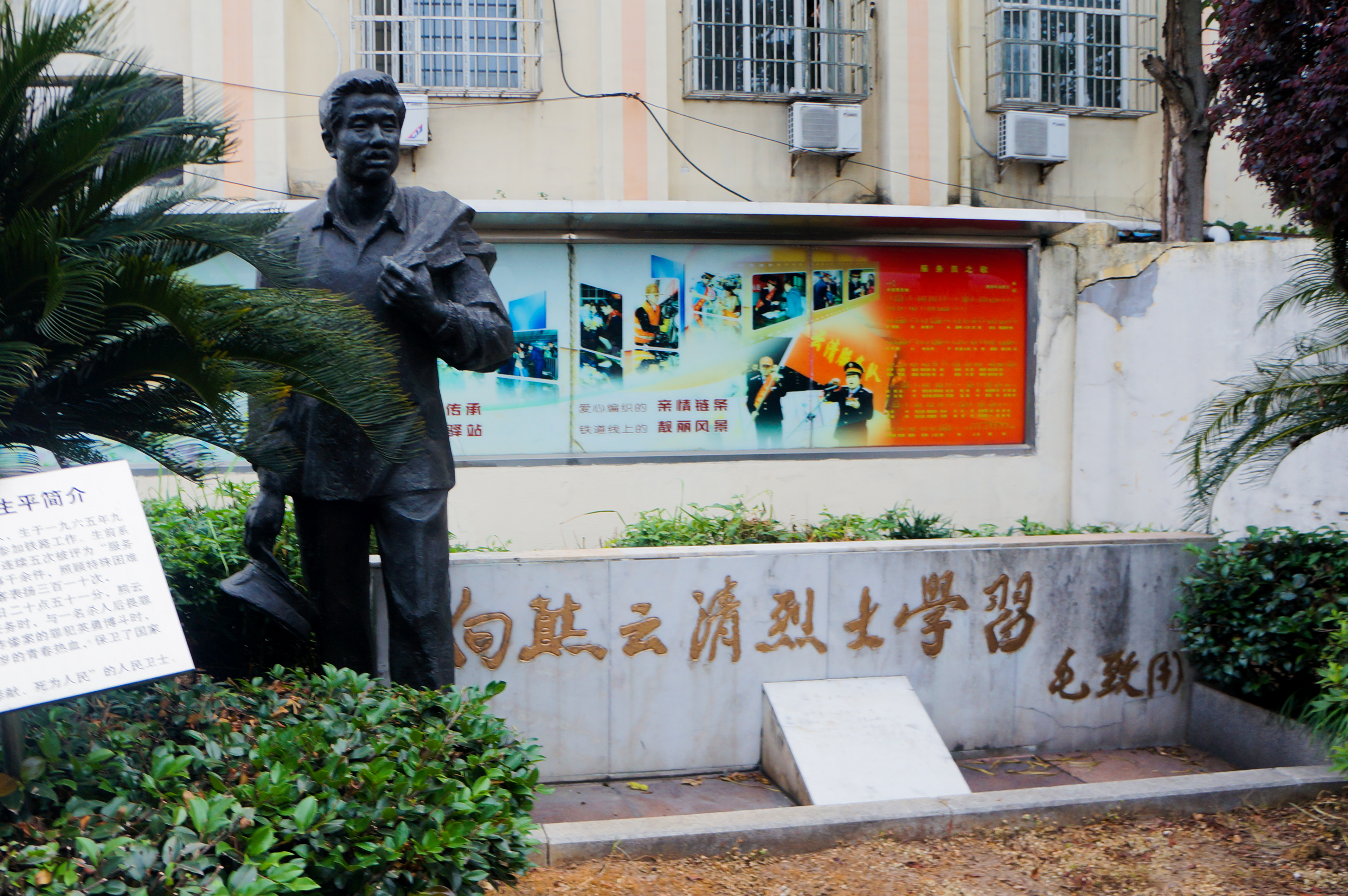
1站台上熊云清烈士的塑像

- 1990年11月10日晚，鹰潭站客运员熊云清在例行检查上海開往厦门75次特快列车的旅客时发现一名可疑人员，随后将他带入查危室调查时发现包内有藏有子弹、手榴弹、雷管等违禁品。可疑人员随即拉动其中一枚手榴弹的拉环并往候车室方向跑去，熊云清见状立即拖住这名可疑人员，并用腹部压住已在冒烟的手榴弹。手榴弹不久爆炸，熊云清被炸身亡[29]。随后熊云清被追授为烈士，并于当年11月在车站建立60平方米的烈士纪念馆。1993年纪念馆随车站搬迁，并于2010年扩建至600平方米，系全路爱国主义教育基地[30]。此外，鹰潭站一站台也立有熊云清的雕像，并附有毛致用题字“向熊云清烈士学习”。
- 1992年10月27日，一列配属景德镇机务段的前进-6241号机车在执行1524次货物列车于Ⅲ场出发后于F道避让通过的46次列车时未按信号指示停车，冒进信号后冲进安全线导致翻车。其中机车和机后4节车厢侵入正线B道限界，并与稍后通过的46次列车相撞，导致1524次司机死亡[2]:240。
- 2003年8月27日，鹰潭站站台工作人员的对讲机出现故障，使得候车室工作人员迟迟未放行乘K851次列车离开鹰潭的旅客，导致这一百余名旅客漏乘[31]。

## 下辖车站
鹰潭车站为中国铁路南昌局集团直属车站，1998年1月由原先的鹰潭车站和贵溪车站合并而成:178。下辖客运车站有鹰潭北站、贵溪站，亦有若干货运车站。
鹰潭车站现下辖以下车站：
- 沪昆铁路：贵溪、童家、鹰潭
- 沪昆高速铁路：鹰潭北
- 鹰厦铁路：鹰潭南
- 皖赣铁路：贵溪北